# Damir Glavan
Damir Glavan (* 2. März 1974 in Rijeka) ist ein ehemaliger kroatischer Wasserballspieler. Er gewann mit der kroatischen Nationalmannschaft eine olympische Silbermedaille.

## Karriere
Damir Glavan war mit der kroatischen Mannschaft 1995 bei der Europameisterschaft in Wien in der Vorrunde Zweiter hinter den Ungarn. In der Zwischenrunde gewannen die Kroaten ein Match und spielten zweimal Unentschieden. Damit wurden sie Gruppenzweite hinter den Italienern. Nach einer Halbfinalniederlage gegen die Ungarn, verloren die Kroaten das Spiel um Bronze mit 10:11 gegen die Deutschen. Im Jahr darauf bei den Olympischen Spielen 1996 in Atlanta erreichten die Kroaten in ihrer Vorrundengruppe den dritten Platz. Im Viertelfinale trafen die Kroaten auf die jugoslawische Mannschaft, eigentlich die Mannschaft von Serbien und Montenegro. Nach ihrem 8:6-Sieg bezwangen die Kroaten im Halbfinale die Italiener mit 7:6. Im Finale gewannen dann die Spanier mit 7:5. Glavan erzielte zwei Turniertore, davon eins im Finale. Bei der Weltmeisterschaft 1998 in Perth belegten die Kroaten den neunten Platz, wobei Glavan im Spiel um den neunten Platz zwei Tore warf.
Auf Vereinsebene spielte Glavan zunächst bei VK Primorje Rijeka. Danach war er bei Mladost Zagreb, bevor er nach Italien wechselte. Dort spielte er bei Pescara, Padua und Catania.